# Bala (Rússia)
Bala - Бала (rus) - és un poble de la república de Sakhà, a Rússia, que en el cens del 2010 tenia 543 habitants, pertany al districte de Batagai.